# Данія на літніх Олімпійських іграх 1896
Данія брала участь на перших літніх Олімпійських іграх 1896 і була представлена чотирма спортсменами в шести видах спорту. За результатами змагань команда зайняла девяте місце в загальнокомандному медальному заліку.

## Медалісти

### Золото
| Золото |              |                                       |
| №      | Спортсмени   | Вид спорту (дисципліна)               |
| 1      | Вігго Йенсен | Важка атлетика (поштовх двома руками) |

### Срібло
| Срібло |                 |                                      |
| №      | Спортсмени      | Вид спорту (дисципліна)              |
| 1      | Хольгер Нільсен | Стрільба (пістолет, 30 метрів)       |
| 2      | Вігго Йенсен    | Важка атлетика (поштовх одною рукой) |

### Бронза
| Бронза |                 |                                               |
| №      | Спортсмени      | Вид спорту (дисципліна)                       |
| 1      | Вігго Йенсен    | Стрільба (армійська гвинтівка, 300 метрів)    |
| 2      | Хольгер Нільсен | Стрільба (скорострільний пістолет, 25 метрів) |
| 3      | Хольгер Нільсен | Фехтування (шабля)                            |

## Результати змагань

### Легка атлетика
| Змагання       | Спортсмени      | Попередній раунд | Попередній раунд | Фінал      | Фінал      |
| Змагання       | Спортсмени      | Результат        | Місце            | Результат  | Місце      |
| -------------- | --------------- | ---------------- | ---------------- | ---------- | ---------- |
| 100 метрів     | Ойген Шмідт     | невідомий        | 4                | не пройшов | не пройшов |
| Штовхання ядра | Вігго Йенсен    |                  |                  | невідомий  | 4          |
| Метання диска  | Вігго Йенсен    |                  |                  | невідомий  | 5-9        |
| Метання диска  | Хольгер Нільсен |                  |                  | невідомий  | 5-9        |

### Плавання
| Змагання                  | Спортсмен          | Фінал     | Фінал |
| Змагання                  | Спортсмен          | Результат | Місце |
| ------------------------- | ------------------ | --------- | ----- |
| 100 метрів вільним стилем | 1 невідомий данець | невідомий | 3-13  |

### Спортивна гімнастика
| Змагання          | Спортсмени   | Фінал | Результат |
| ----------------- | ------------ | ----- | --------- |
| Лазання по канату | Вігго Йенсен | 4     | невідомий |

### Стрільба
Спортсменів — 3
| {{{1}}} | {{{2}}} | {{{3}}} |

| {{{1}}} | {{{2}}} | {{{3}}} |

| {{{1}}} | {{{2}}} |

### Важка атлетика
| Змагання             | Спортсмени   | Фінал     | Фінал |
| Змагання             | Спортсмени   | Результат | Місце |
| -------------------- | ------------ | --------- | ----- |
| Поштовх двома руками | Вігго Йенсен | 111,5 кг  | 1     |
| Поштовх одною рукою  | Вігго Йенсен | 57,0 кг   | 2     |

### Фехтування
| Змагання | Спортсмен       | У  | ПУ | В | П | Місце |
| -------- | --------------- | -- | -- | - | - | ----- |
| Шабля    | Хольгер Нільсен | 10 | 9  | 2 | 2 | 3     |

| Поєдинок | Переможець                | Рахунок | Переможений            |
| -------- | ------------------------- | ------- | ---------------------- |
| 3        | Телемахос Каракалос (GRE) | 3-2     | Хольгер Нільсен (DEN)  |
| 5        | Хольгер Нільсен (DEN)     | 3-1     | Георгіос Ятрідіс (GRE) |
| 8        | Іоанніс Георгіадіс (GRE)  | 3-2     | Хольгер Нільсен (DEN)  |
| 10       | Хольгер Нільсен (DEN)     | 3-2     | Адольф Шмаль (AUT)     |